# Naomi Polani
Naomi Polani, en hébreu : נעמי פולני, née le 4 août 1927 à Tel Aviv-Jaffa (Palestine mandataire) et morte le 15 avril 2024, est une directrice musicale, metteuse en scène de théâtre, chanteuse, productrice, actrice et danseuse israélienne. 
Elle participe à la guerre israélo-arabe de 1948-1949, en tant que chanteuse. Surnommée la « mère des fanfares militaires » ou la « mère des unités de divertissement », elle reçoit, en 2019, le prix Israël, en théâtre et en danse.